# أحمد البارود
أحمد البارود (21 أبريل 1975 -)، ممثل كويتي بدأ مسيرته الفنية عام 1997 بدور صغير في مسلسل اثنان على الطريق، خريج المعهد العالي للفنون المسرحية في عام 2000.

## الأعمال

### مسلسلات
- اثنان على الطريق
- زمن الرجال
- من ملفات المحاكم
- دموع شارع
- الحب يأتي متأخرا
- صاحبة الامتياز
- حبل المودة
- هذا ولدنا
- 911 مسلسل
- جامعة أي شي
- أسرار القلوب
- أنين
- شارع 90
- جلثم وميثة
- كعب عالي
- عداني العيب

### أفلام
- يا بعده

## وصلات خارجية
- أحمد البارود على موقع قاعدة بيانات الأفلام العربية